# Série Quanto Custa
A Série Quanto Custa compreende um conjunto de estudos do Sistema FIRJAN cujo objetivo é levantar os fatores que afetam a competitividade da indústria nacional frente aos players internacionais. Especialmente os dados que evidenciam os altos custos com os quais a indústria brasileira precisa arcar no dia a dia da produção. Cada estudo se volta para os indicadores das áreas mais importantes para o país (pois afetam a vida da população brasileira) e para as empresas (que têm os custos de produção aumentados). Essas áreas são: Gás natural (empregado pela atividade industrial para a geração de energia elétrica e pelo ser humano para uso doméstico e combustível); Justiça Trabalhista (parte do Poder Judiciário pátrio que processa, julga e concilia os conflitos entre o capital e o trabalho);Saúde pública (vai além da saúde ocupacional ou da medicina do trabalho, afetando a vida dos cidadãos de forma global); Acesso à internet (ligado ao direito de receber informação e informar, à inclusão digital/social e à liberdade de expressão); Burocracia (atrapalha muita gente que precisa de certidões e documentos em geral, assim como o setor produtivo quando dificulta a abertura de empresas); e Energia elétrica (além de fornecer luz e calor, faz funcionar as fábricas). Os primeiros estudos da Série Quanto Custa foram lançados em 2005 e continuam sendo feitos até hoje, sempre com foco naquilo que mais influencia a produção industrial no Brasil.

## Estudos

### Energia elétrica
A energia elétrica tem muito a ver com inovação, pois a maior parte dos avanços tecnológicos se deve a ela. O estudo Quanto custa a energia elétrica para a indústria no Brasil?, feito em 2011, chama a atenção para o custo da tarifa média de energia elétrica para a indústria brasileira, que era de 329 R$/MWh. A tarifa de energia variava em até 63% de um estado da federação para outro, sendo que a mais cara era a de Mato Grosso. Além de constatar um nítido problema regional, frente a essa disparidade de preços conforme a unidade federativa, ficou patente a baixa competitividade do Brasil em relação a 27 países concorrentes: nossa tarifa custava cerca de 50% a mais do que a média cobrada naqueles países (215,5R$/MWh).
Em 2013 os dados do estudo foram atualizados e mostraram que essa questão continua sem ser resolvida: a indústria permanece ressentida com os altos tributos pagos nesse setor e espera que o governo estabeleça percentuais mais competitivos. De acordo com dados da Agência Nacional de Energia Elétrica (Aneel) a respeito das 63 distribuidoras nas 27 unidades da federação, verificou-se que em 2013 o estado abocanhou mais do que a terça parte do valor pago pela indústria pela prestação do serviço (36,2%): os custos relativos a geração e fornecimento de energia (linhas 1 e 2 da tabela) respondem por 63,4% do total, ao passo que os ligados à arrecadação do estado (linhas 3 e 4) somam 36,6% desse mesmo total:
| Componente do custo da energia elétrica para a indústria | R$/MWh | Participação no custo |
| -------------------------------------------------------- | ------ | --------------------- |
| Custos de geração, transmissão e distribuição (GTD)      | 172,08 | 58,9%                 |
| Perdas técnicas e não técnicas                           | 13,15  | 4,5%                  |
| Encargos setoriais                                       | 28,05  | 9,6%                  |
| Tributos federais e estaduais - PIS/COFINS e ICMS        | 78,82  | 27,0%                 |
| TOTAL                                                    | 292,16 | 100,0%                |

Esses valores, que indicam o custo da energia para o setor industrial brasileiro, são constantemente atualizados.
Se por um lado o peso dos tributos é quase nulo em países como Chile, Portugal, México e Alemanha, no Brasil tal cenário configura algo distante, apesar da desoneração implementada pelo governo federal no fim de 2012.
Já no período de 2013 para 2014 foi constatado que o custo médio de energia elétrica para indústria subiu 23%, mantendo o Brasil na oitava posição do ranking de 28 países com energia elétrica mais cara para a indústria.
Em  2016 chamou a atenção o fato de o estado do Rio pagar a energia elétrica mais cara do país, o que gera perda de competitividade. A tarifa é tão cara que pode corresponder a até 40% dos custos de produção para as indústrias eletrointensivas.
Em 2017 o ranking do estado do Rio não mudou: o custo médio da energia elétrica para as indústrias fluminenses no mercado regulado foi de R$ 628,83 por MWh, continuando o maior do país. Ficou em segundo lugar o Pará (R$ 609,79) e, em terceiro, o Mato Grosso (R$ 580,05).

### Acesso à internet
O acesso de banda larga afeta as indústrias de todo o mundo. No Brasil, ele está restrito aos grandes centros urbanos, limitando a educação, o acesso a serviços e a liberdade de opinião e informação da população. No estudo Quanto custa o acesso à internet para as empresas no Brasil? de 2011, executivos da área de Tecnologia da Informação de grandes empresas nacionais e internacionais afirmaram que o alto custo e a baixa capilaridade do serviço de links dedicados no país comprometem o desempenho de diversos setores da economia, tais como os de Finanças, Compras, Vendas, Logística e Produção. Dessa forma, mesmo que o Brasil ofereça acesso DSL (com velocidade de download de 1Mbps) a valores próximos aos de Índia, Argentina e Estados Unidos, nosso custo médio em US$ chega a ser 150% maior que o do Canadá, 238% superior ao do México e 348% acima do da Alemanha. Sem falar que “a velocidade de 100 Mbps só está disponível em apenas 13 dos 27 estados” brasileiros. Diante de tal cenário, a pesquisa concluiu que “a expansão desse serviço oferecendo simultaneamente maior qualidade e velocidade e menor preço é essencial para que o Brasil consiga, no médio e longo prazo, manter-se competitivo nos setores em que já é e alcançar a competitividade nos demais”. Caso contrário, o país vai continuar cobrando “preços mais altos que Alemanha, Chile e Portugal”.
No estudo de 2013, especialistas revisitaram o tema para avaliar a evolução recente e as perspectivas da banda larga empresarial no Brasil. Afinal, “apenas garantir o acesso à rede não é suficiente. É preciso que este seja rápido, estável e barato para assegurar a competitividade”. Comparando 2011 com 2013, verificou-se que o preço médio de 10 Mbps de velocidade caiu de R$ 105,23 para R$ 88,87. Apesar dessa redução de custo, as empresas brasileiras que contratam acesso nessa velocidade são minoria. A maioria opta pela velocidade de até 1 Mbps por conta de limitações da infraestrutura existente. Para tangibilizar os efeitos negativos desse atraso tecnológico, o levantamento dá o exemplo de quanto tempo é necessário para baixar os documentos que embasam o leilão do Trem de alta velocidade, de 3,8 GB, no site da EPL. Resposta:
| Brasil    | Alemanha  | Coreia do Sul |
| --------- | --------- | ------------- |
| 09h28m17s | 00h11m24s | 00h00m34s     |
| 1 Mbps    | 50 Mbps   | 1Gbps         |

Em outras palavras, “um documento com 3,8 gigabyte demora cerca de nove horas e meia para ser baixado por uma pequena ou média empresa brasileira que utiliza velocidade de 1 megabyte por segundo.”

### Gás natural
De acordo com a Agência Internacional de Energia, “87% da energia utilizada no planeta é oriunda de fontes não renováveis, como o petróleo, carvão mineral e gás natural”, sendo que o gás é o menos poluente dos três. Menos poluente, mas não mais econômico: depois de analisar informações de 18 distribuidoras que fornecem gás natural canalizado para o setor industrial de 15 estados, em 2011 o estudo Quanto custa o gás natural para a indústria no Brasil? concluiu que há perda de competitividade internacional, principalmente devido aos elevadíssimos tributos na tarifa industrial de gás natural, tanto na esfera federal (PIS/ COFINS) quanto na estadual (ICMS). Ao considerar alíquotas efetivas, vê-se claramente que o Brasil é o que mais cobra tributos dentre alguns países da Europa, da Ásia e das Américas.
Em 2013 foi feita nova avaliação, que estimou “em 4,9 bilhões de dólares por ano o gasto adicional para a indústria brasileira, em comparação com as condições no mercado dos Estados Unidos”.

### Desburocratização
A Teoria da Burocracia, desenvolvida por Max Weber, vê esse uso de regras e procedimentos como particularidades positivas. No Brasil, no entanto, "a burocracia muitas vezes faz com que muitos processos não sejam concluídos corretamente". Daí a necessidade da "desburocratização", processo chamado de "medieval" pela própria presidente do país, Dilma Rousseff. Mesmo que ações tenham sido feitas pelo governo brasileiro a fim de melhorar esse cenário, como a criação da Secretaria da Pequena e Micro Empresa (a fim de aumentar a competitividade e facilitar o acesso ao crédito), a vida de empresários e da população ainda é negativamente afetada pela burocracia.
Os dados pesquisados em 2010 para o estudo Quanto custa abrir uma empresa no Brasil?, sobre Desburocratização, levam à conclusão de que abrir uma empresa no Brasil é um processo “muito burocrático e pouco transparente, no qual a peregrinação em diversos órgãos e a falta de informação constituem enormes desafios”. Além disso, essa tramitação é muito cara, fazendo com que o país se encontre em desvantagem competitiva, ainda mais quando a comparação é feita com os demais países dos BRICs.
| Custo de abertura de empresas nos BRICs | R$    |
| --------------------------------------- | ----- |
| Rússia                                  | 559   |
| Índia                                   | 1.176 |
| China                                   | 280   |
| Média entre Rússia, Índia e China       | 672   |
| Brasil                                  | 2.038 |

### Saúde pública
Esse tópico tem a ver com o processo de saúde e doença de grupos humanos e com o modo de produção, que está intimamente relacionado à saúde do trabalhador, “à sua forma de adoecer e morrer”. O estudo Quanto custa a saúde pública?, de 2005, constatou que apesar de o país gastar 200% a mais com saúde pública per capita (em comparação com a média dos países de rendas média baixa e baixa), alcança apenas 3,3% a mais de expectativa de vida. Como a opção de aumentar o gasto nessa área é inviável devido à alta carga tributária e aos elevados gastos públicos, a única saída apontada para melhorar essa situação precária seria aproveitar melhor os recursos disponíveis por meio da eficiência, ou seja, melhorando a relação custo-beneficio.

### Justiça trabalhista
Ela ajuda a proteger não só o trabalhador, como também os empregadores, como por meio de Dissídio coletivo ou pelo uso de prepostos para representá-los. O levantamento Quanto custa a justiça trabalhista?, também de 2005, revelou que “o no de processos trabalhistas recebidos pelas três instâncias da Justiça do Trabalho (Tribunal Regional do Trabalho, Tribunal Superior do Trabalho e Varas do Trabalho) atingiu 2,3 milhões em 2003”. E não só isso: no período de 1989-2003, “o crescimento do no de processos ajuizados foi de espantosos 78%.” Parte da causa do problema está na própria legislação trabalhista, com sua grande quantidade de leis e normas, além da burocracia.

## Indústria competitiva
As estatísticas da Série Quanto Custa almejam ajudar os profissionais da indústria na compreensão do cenário brasileiro em seus respectivos setores de atuação. Os dados levantados permitem conhecer os principais entraves para o aumento da competitividade, indicando assim trajetórias para que a indústria brasileira construa, junto com o governo e demais players, um caminho melhor para a economia do Brasil.